# Festival du Lac Tempe
Le Festival du Lac Tempe est un événement annuel qui a lieu le 23 août sur le lac Tempe en Indonésie. Ce lac se trouve dans le kabupaten de Wajo dans la province de Sulawesi du Sud dans l'île de Célèbes, au cœur du pays bugis.
Lors de ce festival est célébrée la fête du Maccera Tappareng. Cette fête rituelle est organisée par les pêcheurs dans le but de purifier le lac. À cette occasion, un bœuf est sacrifié lors d'une cérémonie dirigée par le doyen de la communauté des pêcheurs du lac.
Le festival est le lieu de divers spectacles. Les participants portent le baju bodo, le vêtement traditionnel bugis. Parmi les festivités sont organisés diverses attractions, parmi lesquelles notamment : une course de bateaux traditionnels, un concours de bateaux décorés, de cerfs-volants, l'élection d'une Kallolona ou demoiselle du pays de Wajo, un concours de percussion de mortier à riz, un spectacle de musique traditionnelle, des danses de prêtres bissu.